# Folke Andersson (1903–1981)
För andra betydelser, se Folke Andersson.
Erik Folke "Börje" Andersson, född 24 november 1903 i Norrköpings Borgs församling, död 29 september 1981 i Norrköping, var en svensk fotbollsspelare (försvarare).
Andersson representerade på klubbnivå IK Sleipner i Allsvenskan mellan 1924 och 1933. Han spelade mellan 1927 och 1929 fyra A-landskamper för Sverige. Hans bror, Rupert Andersson, var också fotbollsspelare i Sleipner.